# Music for K
Music for K – pierwszy album kwintetu Tomasza Stańki, wydany w 1970. Music for K dedykowany jest zmarłemu w 1969 Krzysztofowi Komedzie, w którego zespołach Stańko grał i którego muzyka miała na niego duży wpływ. Wszystkie utwory skomponował Tomasz Stańko. Album nagrany został w Warszawie w styczniu 1970 przez Tomasz Stańko Quintet, który niemal od początku (tj. od 1963) grał w tym samym składzie. LP ukazał się jako 22. pozycja serii Polish Jazz.
Polskie Nagrania „Muza” wydały album w 1970, oznaczając go numerem XL (SXL) 0607 (później jeszcze: SX 0607).
Numery matryc: S-3 XW-1265 (strona A) i S-3 XW-1266 (strona B).

## Muzycy
- Tomasz Stańko – trąbka
- Zbigniew Seifert – saksofon altowy
- Janusz Muniak – saksofon tenorowy
- Bronisław Suchanek – kontrabas
- Janusz Stefański – perkusja

## Lista utworów
Strona A
| 1. | „Czatownik” (The Ambusher)              | 5:40  |
|    |                                         |       |
| 2. | „Nieskończenie mały” (Infinitely Small) | 4:05  |
|    |                                         |       |
| 3. | „Cry”                                   | 8:40  |
|    |                                         |       |
|    |                                         | 18:25 |
|    |                                         |       |
Strona B
| 1. | „Music for K”                              | 16:20 |
|    |                                            |       |
| 2. | „Temat (Czatownik)” (Theme – The Ambusher) | 0:45  |
|    |                                            |       |
|    |                                            | 17:05 |
|    |                                            |       |

## Informacje uzupełniające
- Reżyser nagrania – Wojciech Piętowski
- Operator dźwięku – Halina Jastrzębska-Marciszewska
- Zdjęcie (okładka) – Marek Karewicz
- Tekst (omówienie) na okładce – Roman Kowal

## Edycje płytowe
- 1977–80 Polskie Nagrania „Muza”, SX 0607, LP
- 1987 Pool Jazz, LP IRS 942.112 (wydany w Niemczech pod tytułem From Poland with Jazz[5])
- 1995 Power Bros, PB 00131, CD
- 2000 JVR Records, JVRCD 023
- 2004 Polskie Nagrania „Muza”, PNCD 922
- 2008 CD Metal Mind Productions MMP5CDBOX006 (jedna z 5. płyt wchodzących w skład wydawnictwa Tomasz Stańko 1970 1975 1984 1986 1988)
- 2016 CD Polskie Nagrania „Muza”, 01902 9 59035 9 6[6]